# Ferdinand
Ferdinand ist ein männlicher Vorname und ein Familienname.

## Herkunft und Bedeutung des Namens
Der Name kommt aus gotisch frith (𐍆𐍂𐌹𐌸/friþ) ‚der Schutz, die Sicherheit‘ und nanth (𐌽𐌰𐌽𐌸/nanþ) ‚die Kühnheit, die Dreistigkeit‘, also etwa in der Bedeutung ‚kühner Beschützer‘.
Der Name gelangte mit den Westgoten nach Spanien und im 16. Jahrhundert mit den Habsburgern in den deutschsprachigen Raum und wurde dort bald beliebt.

## Namenstag
- 30. Mai – Ferdinand III. von Kastilien, der Heilige

## Varianten
- männlich: Friedenand, Ferdi, Ferdl, Ferdy, Fernand, Ferry, Fery, Nanno, Nante,
  - französisch: Ferrand, Fernandel, Fernand
  - italienisch: Fernando, Ferdinando, Fernandio, Ferrante, Nando
  - spanisch: Fernando, Hernando, Hernán
  - katalanisch: Ferran
  - polnisch: Ferdynand
  - portugiesisch: Fernando, Fernão, Hernão
  - ungarisch: Nándor (Kurzform)
  - althochdeutsch: Fridenand
  - gotisch: Fridunanth

- weiblich: Ferdinande, Fernandia
  - Nebenformen: Fernanda, Ferdinanda, Ferdinandine, Fernandine, Nanda, Nande, Nanna, Nandel, Nanni

## Bekannte Namensträger

### Vorname und Einzelname
Übersicht nach Titel:
- Liste der Herrscher namens Ferdinand
- Liste der Prinzen namens Ferdinand

Übersicht nach Familien:
- Ferdinand von Habsburg(-Lothringen) bzw. Österreich
- Ferdinand von Toskana
- Ferdinando de’ Medici

Weitere Personen:
- Ferdinand (1783–1866), Landgraf von Hessen-Homburg

- Ferdinand von Ahlefeldt (1747–1815), dänischer Offizier und Diplomat
- Ferdinand Baumgartner (1931–2024), österreichischer Theologe und Bibliothekar
- Ferdinand Franz Maria Bouget (1741–1818), k. u. k. Generalmajor, Kommandant des Nassauischen Kürassierregiment
- Ferdinand Bronner (Pseudonym Franz Adamus; 1867–1948), deutscher Schriftsteller und Dramatiker
- Ferdinand Chalandon (1875–1921), französischer Schriftsteller, Historiker und Byzantinist
- Ferdinand Cron (1554–1637), deutscher Gewürz- und Edelsteinhändler in Indien
- Ferdinand von Droste zu Hülshoff (1841–1874), Ornithologe und Schriftsteller
- Ferdinand Dudenhöffer (* 1951), deutscher Verkehrswissenschaftler
- Ferdinand Elle, gen. Ferdinand (1576–vor 1637), flämisch-französischer Maler
- Louis Elle, gen. Ferdinand der Ältere (1612–1689), französischer Porträtmaler
- Louis Elle, gen. Ferdinand der Jüngere (1648–1717), französischer Maler
- Ferdinand Foch (1851–1929), französischer Marschall im Ersten Weltkrieg.
- Ferdinand Forzinetti (1839–1909), französischer Offizier
- Ferdinand Freiligrath (1810–1876), deutscher Dichter
- Ferdinand Friedensbacher (1911–1987), österreichischer Skirennläufer und Skispringer
- Ferdinand M. Gerlach (* 1961), Allgemeinmediziner und Wissenschaftler
- Ferdinando Gorges (um 1568 – 1647), englischer Kolonist
- Ferdinand Hardekopf (1876–1954), deutscher Schriftsteller, Übersetzer und Journalist
- Ferdinand Heydrich (1827–1903), deutscher Geschäftsmann, Politiker und Skulpteur
- Ferdinand Hirscher (* 1955), österreichischer Alpinskitrainer
- Ferdinand Hodler (1853–1918), Schweizer Maler
- Ferdinand Kaup (* 1940), österreichischer Schauspieler und Sprecherzieher
- Ferdinand Kämmerer (1784–1841), deutscher Jurist und Rechtsgelehrter an der Universität Rostock
- Ferdinand Keller (1800–1881), Schweizer Altertumsforscher
- Ferdinand Kirchhof, sen. (1911–2004), deutscher Jurist, Richter am Bundesgerichtshof
- Ferdinand Kirchhof (* 1950), deutscher Jurist, Vizepräsident des Bundesverfassungsgerichts
- Ferdinand Kohl (1876/77–1906), badischer Bildhauer
- Ferdinand Körner (1805–1884), deutscher evangelisch-lutherischer Pfarrer und Autor
- Ferdinand „Ferdy“ Kübler (1919–2016), Schweizer Radrennfahrer
- Ferdinand Adolph Lange (1815–1875), deutscher Uhrmacher, Unternehmer und Politiker
- Ferdinand von Langenau (1818–1881), österreichischer Offizier und Diplomat
- Ferdinand Langer (1839–1905), deutscher Opernkomponist und Dirigent, Hofkapellmeister
- Ferdinand Lassalle (1825–1864), deutscher Politiker und Gründer der Sozialdemokratie
- Ferdinand Leitenberger (1799–1869), österreichischer Feuerwehrpionier und Erfinder
- Ferdinand Lentz (1819–1898), deutscher Landwirt, Fabrikant und Parlamentarier
- Ferdinand Licht (1748–1822), österreichischer Maler
- Ferdinand Lucke (1802–nach 1870), deutscher Domänenpächter und Politiker
- Ferdinand Magellan (1480–1521), portugiesischer Seefahrer
- Ferdinand Marcos (1917–1989), philippinischer Politiker, Staatspräsident und Diktator
- Ferdinand May (1896–1977), deutscher Dramaturg und Autor
- Ferdinand May (1898–1978), deutscher Urologe und Hochschullehrer
- Ferdinand Merz (1924–1997), deutscher Psychologe und Hochschullehrer
- Ferdinand Michel (* 1959), deutscher Basketballspieler und -trainer
- Ferdinand Münz (1888–1969), österreichischer Chemiker
- Ferdinand Münzenberger (1846–nach 1890), deutscher Architekt
- Ferdinand Orth (1856–1922), deutscher Althistoriker, Pädagoge und Rektor
- Ferdinand Piëch (1937–2019), österreichischer Ingenieur und Automobilmanager
- Ferdinand Porsche (1875–1951), deutscher Kraftfahrzeugkonstrukteur
- Ferdinand von Quast (1807–1877), deutscher Architekt, Kunsthistoriker und Denkmalpfleger
- Ferdinand Raimund (1790–1836), österreichischer Dramatiker
- Ferdinand Wilhelm von der Recke zu Steinfurt (1707– 1761), deutscher Domherr, kurkölnischer Kämmerer
- Ferdinando Rodolfi (1866–1943), italienischer Bischof
- Ferdinand Rüther (1926–2022), deutscher Biologiedidaktiker, Hochschullehrer
- Ferdinand Sauerbruch (1875–1951), deutscher Chirurg
- Ferdinand de Saussure (1857–1913), Schweizer Sprachwissenschaftler
- Ferdinand von Schirach (* 1964), deutscher Rechtsanwalt und Schriftsteller
- Ferdinand Schörner (1892–1973), deutscher Generalfeldmarschall im Zweiten Weltkrieg
- Ferdinand Springer, sen. (1846–1906), deutscher Verleger
- Ferdinand Springer, jun. (1881–1965), deutscher Verleger
- Ferdinand Stadler (1813–1870), Schweizer Architekt
- Ferdinand Staudinger (1933–2018), österreichischer Bibelwissenschaftler
- Ferdinand von Stein (1800–1875), deutscher Jurist und Verwaltungsbeamter
- Ferdinand von Stein-Liebenstein zu Barchfeld (1832–1912), deutscher Offizier, Generalleutnant
- Ferdinand-Wilhelm von Stein-Liebenstein zu Barchfeld (1895–1953), deutscher Offizier, Generalmajor
- Ferdinand Steinhauser (1905–1991), österreichischer Meteorologe
- Ferdinand Tönnies (1855–1936), deutscher Soziologe
- Ferdinand Zechmeister (1927–1998), österreichischer Fußballspieler
- Ferdinand Graf von Zeppelin (1838–1917), deutscher Luftschiffkonstrukteur

### Familienname
- Anton Ferdinand (* 1985), englischer Fußballspieler
- Franz Ferdinand (Regisseur), österreichischer Schauspieler und Regisseur
- Hans-Jürgen Ferdinand (* 1943), deutscher Fußballspieler
- Horst Ferdinand (1921–2004), deutscher Stenograf
- Johannes Baptist Ferdinand (1880–1967), deutscher Beamter und Heimatforscher
- Les Ferdinand (* 1966), englischer Fußballspieler
- Rio Ferdinand (* 1978), englischer Fußballspieler
- Stephan Ferdinand (* 1962), deutscher Journalist und Hochschullehrer

## Sonstige Personen (Literatur, Künstlernamen)
- Clown Ferdinand
- Ferdinand (* 1988), österreichischer Rapper und Sänger, siehe Left Boy
- Ferdinand, der Stier, Kinderbuch (1936)
  - Ferdinand, der Stier, auf dem Kinderbuch basierender Kurzfilm (1938)
  - Ferdinand – Geht STIERisch ab!, auf dem Kinderbuch basierender Spielfilm (2017)
- Ferdinand, der Mann mit dem freundlichen Herzen, Roman von Irmgard Keun (1950)
- Das Auto hier heißt Ferdinand (Kinderbuch) von Janosch
- Franz Ferdinand, eine schottische Indie-Rockband